# چارلزتاون (نیوهمپشایر)
چارلزتاون (به انگلیسی: Charlestown) شهری در ایالت نیوهمپشایر کشور ایالات متحده آمریکا است که جمعیت آن در سرشماری سال ۲۰۱۰ میلادی، ۱٬۱۵۲ نفر بوده‌است.

## نگارخانه

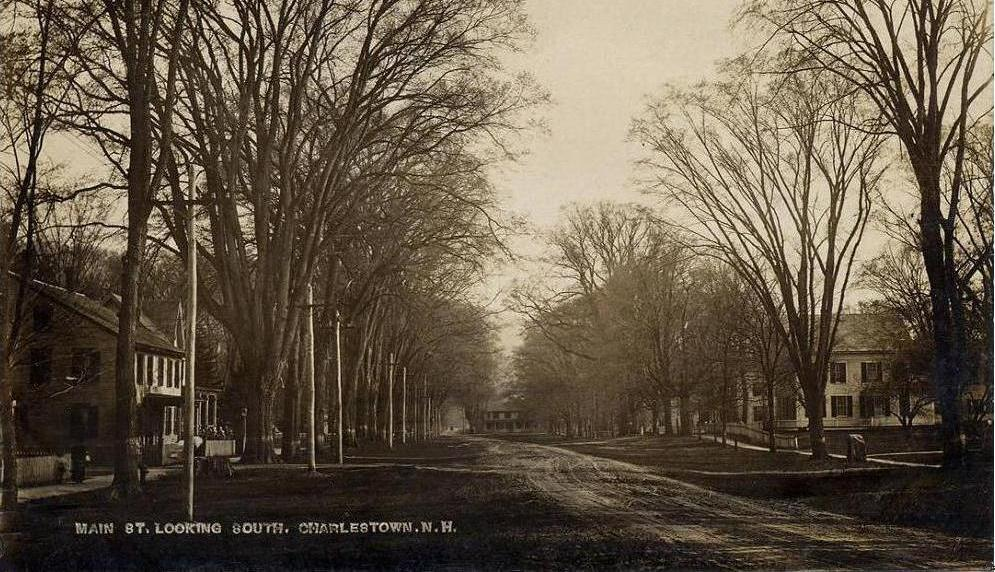
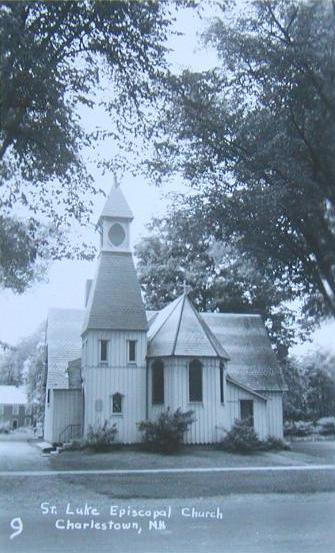
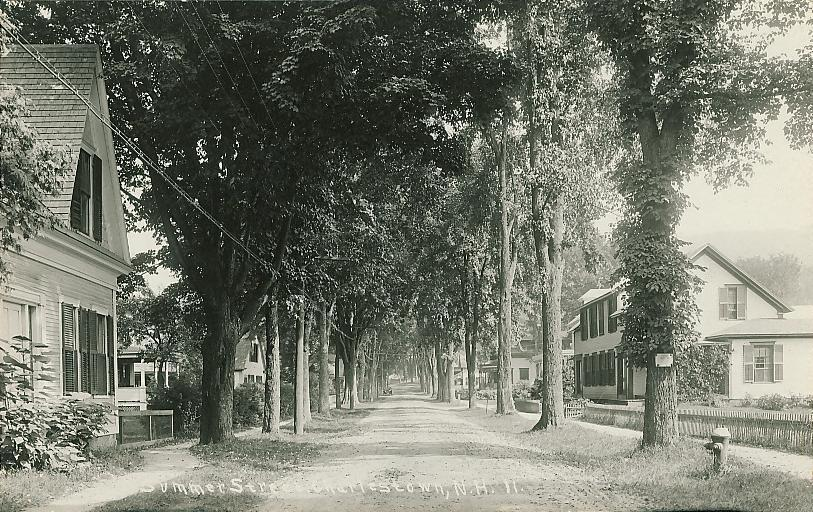

## موقعیت جغرافیایی
موقعیت جغرافیایی شهرها و مناطق اطراف به شرح زیر است: